# Liebe kann wie Gift sein
Liebe kann wie Gift sein ist ein deutsches Filmdrama des Regisseurs Veit Harlan. Der von Gero Wecker produzierte Schwarzweißfilm, der auf dem Roman Andrea und die rote Nacht von Gilbert Merlin basiert, wurde im Frühjahr 1958 in West-Berlin gedreht. Die Uraufführung fand am 23. Juli 1958 im Zoo Palast in West-Berlin statt.

## Handlung
Magdalena Köhler kehrt nach vielen Jahren, die sie auf einem strengen Internat verbrachte, in das Haus ihres Vaters zurück. Weder er noch die Erzieherin Fräulein von Tischowitz können die unerfüllten Herzenswünsche des Mädchens, das seine Mutter bereits früh verloren hat, in die richtige Bahn lenken. Sie erliegt schließlich den Verlockungen des Modemalers Robert Ferber, dessen Geliebte und Modell sie wird. Auch die Warnungen des Medizinstudenten Stefan Bruck, ein Jugendfreund Magdalenas, sind vergeblich. Stefan, der sich zu der Malerin Susanne hingezogen fühlt, ahnt von der gefährlichen Leichtfertigkeit Roberts.
Robert und sein skrupelloser Freund Achill lassen ein Aktporträt Magdalenas ausstellen und verursachen einen folgenschweren Skandal. Als Magdalena zuerst von ihrem Vater und auch noch von Robert verstoßen wird, führt sie ihr Weg zu dem ruppigen Kunsthändler Bogolla und zur käuflichen Liebe. Durch Zufall trifft sie auf den undurchsichtigen Hans von Hehne, der ihr in Form von Morphium eine Erlösung von ihren seelischen Schmerzen verspricht. Noch einmal versucht Stefan seiner Jugendfreundin zu helfen. Dieser hat sich aber endgültig für Susanne entschieden und kann Magdalenas tiefe Zuneigung nicht erwidern.
Nach einer heftigen Aussprache mit Susanne verzichtet Magdalena auf den einzigen Mann, der ihr noch Halt hätte geben können. Wenig später stirbt das rauschgiftsüchtige Mädchen in einem Krankenhaus. Der Schmerz des Vaters und die Reue des Malers Robert Ferber kommen zu spät.

## Entstehungsgeschichte

### Vorgeschichte

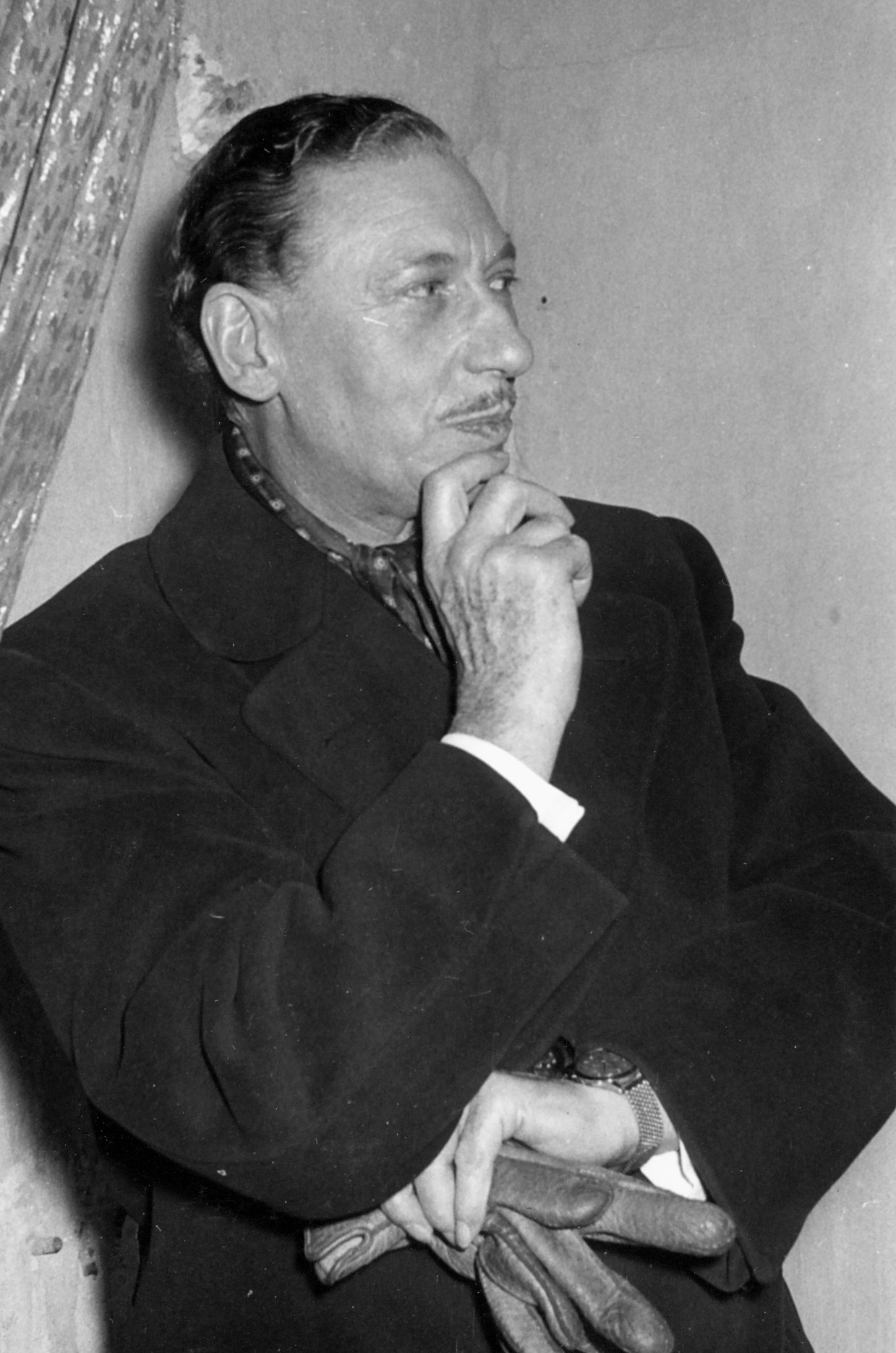
Willy Birgel spielte Joachim Köhler, Magdalenas Vater.

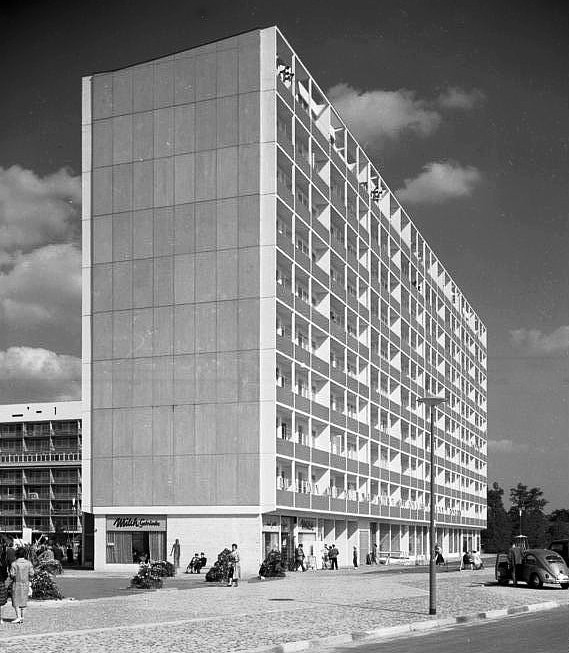
Viele Szenen wurden im damals neu errichteten südlichen Hansaviertel in Berlin-Tiergarten gedreht.

Gero Wecker hatte mit seiner 1953 gegründeten Arca-Filmproduktion bereits mehrere erfolgreiche Skandalfilme hergestellt. Besonderes Aufsehen erregte Veit Harlans Das dritte Geschlecht (1957), der erste bundesdeutsche Film zum Thema Homosexualität. Der von der FSK erst nach zahlreichen Änderungen und unter dem Titel Anders als du und ich (§ 175) freigegebene Film entwickelte sich, nicht zuletzt durch die kontroversen Diskussionen, zu einem guten Geschäft. Noch im gleichen Jahr wurde Harlan angeboten, bei dem von Franz Seitz produzierten Kriegsfilm Die grünen Teufel von Monte Cassino Regie zu führen. Nachdem Harlan abgelehnt hatte, übernahm Harald Reinl das Projekt.
Im Oktober 1957 sorgte der aufsehenerregende Mord an Rosemarie Nitribitt für Schlagzeilen – und einige Filme über das Thema Prostitution. Filmproduzent Gero Wecker plante für das Jahr 1958 gleich zwei entsprechende Filme: Madeleine Tel. 13 62 11 unter der Regie von Kurt Meisel und Liebe kann wie Gift sein, den wiederum der umstrittene Regisseur Veit Harlan inszenieren sollte.

### Vorproduktion und Drehbuch
Walther von Hollander und Joachim Wedekind verfassten ein Drehbuch nach Motiven des „Liebesromans“ Andrea und die rote Nacht von Gilbert Merlin. Das Bonner Landgericht hatte die Vorlage zeitweise als unzüchtig im Sinne des Paragraphen 184 verboten.
Für die Hauptrolle verpflichtete man die ebenfalls in Madeleine Tel. 13 62 11 eingesetzte Nachwuchsschauspielerin Sabina Sesselmann. Diese wurde bei einem groß angelegten Casting entdeckt, das Produzent Gero Wecker in Zusammenarbeit mit der Frauenzeitschrift Ihre Freundin veranstaltet hatte. Ihr Filmdebüt hatte Sabina Sesselmann aber schon vorher, in dem 1957 gedrehten Märchenfilm Aufruhr im Schlaraffenland, gegeben. Die männliche Hauptrolle übernahm Joachim Fuchsberger. Daneben bot der Film zahlreiche Rollen für weitere namhafte Film- und Theaterschauspieler, darunter Renate Ewert, Willy Birgel, Helmut Schmid, Paul Klinger, Friedrich Joloff und Werner Peters.

### Produktion
Die Dreharbeiten fanden vom 12. März bis Mitte April 1958 in West-Berlin statt. Die Innenaufnahmen drehte man im Arca-Filmatelier in Berlin-Pichelsberg. Die Außenaufnahmen entstanden unter anderem im südlichen Hansaviertel in Berlin-Tiergarten und vor dem Schloss Charlottenburg. Für das Szenenbild waren die Filmarchitekten Ernst H. Albrecht und Hans Auffenberg verantwortlich. Die Kostüme entwarf Heinz Oestergaard.
Obwohl es sich um eine von mehreren Auftragsarbeiten handelte, die Veit Harlan in seiner Autobiografie als „Filmchen“ bezeichnete, hat der Regisseur bei der Hauptdarstellerin Sabina Sesselmann „absolut keinen lustlosen, resignierten Eindruck hinterlassen“, wie sie sich 1996 erinnerte. „Er hat sich sehr intensiv um alle Schauspieler gekümmert, und deswegen sind auch alle ausnahmslos gut.“ Auch nach Joachim Fuchsbergers Erinnerungen war Harlan bei seinem vorletzten Film „alles andere als gebrochen und ohne künstlerische Energie. Den Film Liebe kann wie Gift sein inszenierte er mit großer Hingabe. […] Natürlich kam auch seine Verbitterung in späteren, recht persönlichen Gesprächen zum Vorschein. […] Meine Arbeit mit ihm war außerordentlich interessant und hat mir für meine weiteren Filme bemerkenswerte Impulse gegeben.“

### Filmmusik
Die Filmmusik stammt aus der Feder von Erwin Halletz. Das Titellied Magdalena (Text: Hans Bradtke) wurde von den Montecarlos gesungen. Es erschien seinerzeit als Single auf dem Label Polydor. Dieses sowie das im Film vorkommende Instrumentalstück Midnight Violins sind später auch auf CD erschienen.

## Rezeption

### Veröffentlichung
Die am 25. Juni 1958 von der FSK geprüfte Originalfassung von Liebe kann wie Gift sein wurde nicht freigegeben, da eine „fragwürdige Frau“ zu positiv dargestellt und dadurch das religiöse Empfinden verletzt werde. In der am 11. Juli ab 18 Jahren freigegebenen Fassung fehlten schließlich fast sämtliche Szenen mit Paul Klinger, der einen verständnisvollen Geistlichen darstellte. Am 23. Juli 1958 wurde die gekürzte Fassung im Zoo Palast in West-Berlin uraufgeführt.
In den 1990er Jahren wurde der Film erstmals in der ungekürzten Fassung im Pay-TV ausgestrahlt.

### Kritiken und Publikumsresonanz
Georg Herzberg schrieb im Film-Echo, dass „Veit Harlan die Realistik bis an die Grenze des gerade noch zumutbaren und FSK-Möglichen“ getrieben habe und nannte Liebe kann wie Gift sein eine „pikant abgeschmeckte Kolportage.“ Weiter schrieb er: „Schauspielerisch ist der Film in doppelter Hinsicht bemerkenswert. Sabina Sesselmann kann unter Harlans Führung zeigen, daß sie Talent hat. […] Renate Ewert hat das tugendsame Gegenstück zu der Heldin zu spielen. Sie macht das mit sehr sympathischer Munterkeit.“
Der Katholische Film-Dienst fand es unbegreiflich, dass im Film ein wohlerzogenes Mädchen an „Aktbildern von kompromittierender Widerwärtigkeit“ Gefallen findet. Das Thema sei „unter bemühtem Aufwand von horrenden Geschmacklosigkeiten“ behandelt worden und die Regie habe Wert darauf gelegt, „die vom Vater Verstoßene in der melancholisch edlen Pose der Verlassenen zu zeigen. […] Nicht abfinden kann man sich freilich mit der Tendenz, die Fehlhaltung des Mädchens – sie wird Morphinistin und wechselt unablässig ihre feisten Liebhaber – als Schicksal anzugeben, das dem menschlichen Willen völlig entzogen ist.“ Der Kritiker störte sich auch daran, dass die Hauptdarstellerin „mit einer Rauschgoldglorie ausgestattet ist, mit einer unechten Feinheit im Äußeren, die es erfolgreich verhindert, daß überhaupt eine sittliche Fragestellung ernsthaft diskutiert wird“. Außerdem sei die „Degradierung religiöser Motive“ zu beklagen. Entsprechend fasst das Lexikon des internationalen Films zusammen: „Eine geschmacklose und künstlerisch indiskutable Geschichte, die religiöse Motive krass missbraucht und jeden Ansatz zur Kritik mit einem Schwulst heuchlerischer Gefühle zudeckt.“
Der Evangelische Filmbeobachter urteilte, Harlans Film sei „nicht nur inhaltlich verdorben, sondern auch durch eine schlechte Regie verpfuscht. So etwas Verlogenes, so viel Gefühlsschwulst, so viel unechtes religiöses Pathos, einen so arrogant erhobenen Zeigefinger hat man selten erlebt. […] Wir warnen alle, Zeit und Geld an diesem Machwerk zu verschwenden.“
Der Spiegel bezeichnete den Film als „albernstes Sündendrama, das der „Jud-Süß“-Verfilmer Veit Harlan je in feierlicher Schwüle inszenierte.“
Das Hamburger Abendblatt behauptete Liebe kann wie Gift sein sei ein Machwerk vom „Niveau eines geistig unterbelichteten Aufklärungsfilms“ und stellte die Frage: „Wer klärt endlich einmal Herrn Harlan auf?“
Trotz der schlechten Kritiken, die für Produzent Gero Wecker ohnehin nicht unerwartet kamen, erwies sich Liebe kann wie Gift sein als passabler Erfolg. In Nürnberg wurde das Geschäft an der Kinokasse als „guter Durchschnitt“ bezeichnet. Das Publikum in Stuttgart, wo der Film ebenfalls zufriedenstellend besucht war, erkannte „die wirkungssichere Fotografie und die darstellerischen Leistungen“ voll an, störte sich aber „an der peinlichen Moral-Trompeterei“. In einigen Städten lief der Film noch über ein Jahr später mit guten bis zufriedenstellenden Besucherzahlen in den Kinos.